# Ангел Велчев
Ангел Сергиев Велчев е български географ, един от основоположниците на ландшафтознанието в България, професор в Софийския университет „Св. Климент Охридски“.

## Биография
Роден е на 17 февруари 1935 г. в Земен. Завършва Геоморфология, картография и геология в Софийския университет
От 1972 работи в катедра „Ландшафтознание и опазване на природната среда“ към Геолого-географски факултет на Софийския университет. Специализира в Московския университет и в университета на Гренобъл. Работи по линия на двустранното сътрудничество с Варшавския и Беларуския университет. Участва активно в провеждането на студентски практики. Ръководи и четири практики в чужбина – Русия, Украйна, Беларус, Литва, Латвия, Естония и Киргизстан.

## Научна дейност
През 1980 г. защитава докторска дисертация за ландшафтите на Южно Краище. От 1984 г. е доцент, а през 1995 г. става професор с разработен хабилитационен труд „Формиране и еволюция на съвременните ландшафти в Югозападна България“. Съставя ландшафтна карта на България през 1991 г. Изследванията му са насочени предимно към геоморфологията и ланшафтната същност и разнообразие в района на Краището. Работи в областта на антропогенното ландшафтознание, стационарните ландшафтни изследвания, проблемите на рекултивацията на нарушените земи. Има редица съвместни разработки с Петър Петров, Румен Пенин, Мимоза Контева, Никола Тодоров.
Автор е над 250 научни статии, както в България, така и в Русия, Беларус, Полша, Словакия, Италия, участва в написването на три монографии и две ръководства за работа със студентите. Научен ръководител е на повече от 50 дипломанти и на трима докторанти.

## Отличия и награди
На 25 март 2015 г. е удостоен с Почетен знак на Софийския университет със синя лента „за постигнатите от него високи резултати в преподаването и научноизследователската дейност и по повод предстоящата 80-годишнина на проф. Велчев“.